# ビジネス展望
ビジネス展望（ -てんぼう）は、1980年4月12日から1982年4月3日までNHK教育テレビで放送されたテレビ番組である。

## 概要
ビジネスマン、経営者、管理者のために内外のビジネス情報、産業情報をキャッチし分析、産業界のトップにインタビューなどを交えて今後を展望する経済番組であった。

## 放送時間
土曜日 08:00 - 08:30

## 出演者
- キャスター
  - 田内幸一
  - 安藤梢

## 主なテーマ
- サラリーマン情報市場
- ロボット量産時代
- 動き出したビデオディスク競争
- 急成長のIC産業
- 転換期を迎えた自動車産業
- 海外市場
- ロボット新時代
- 新社長に聞く

## 関連番組
- サラリーマンライフ
- 中堅企業リポート